# Liste der Baudenkmäler in Pähl
Auf dieser Seite sind die Baudenkmäler in der oberbayerischen Gemeinde Pähl zusammengestellt. Diese Tabelle ist eine Teilliste der Liste der Baudenkmäler in Bayern. Grundlage ist die Bayerische Denkmalliste, die auf Basis des Bayerischen Denkmalschutzgesetzes vom 1. Oktober 1973 erstmals erstellt wurde und seither durch das Bayerische Landesamt für Denkmalpflege geführt wird. Die folgenden Angaben ersetzen nicht die rechtsverbindliche Auskunft der Denkmalschutzbehörde.
 Die Liste gibt den Fortschreibungsstand vom 23. Mai 2018 wieder und umfasst 32 Baudenkmäler.

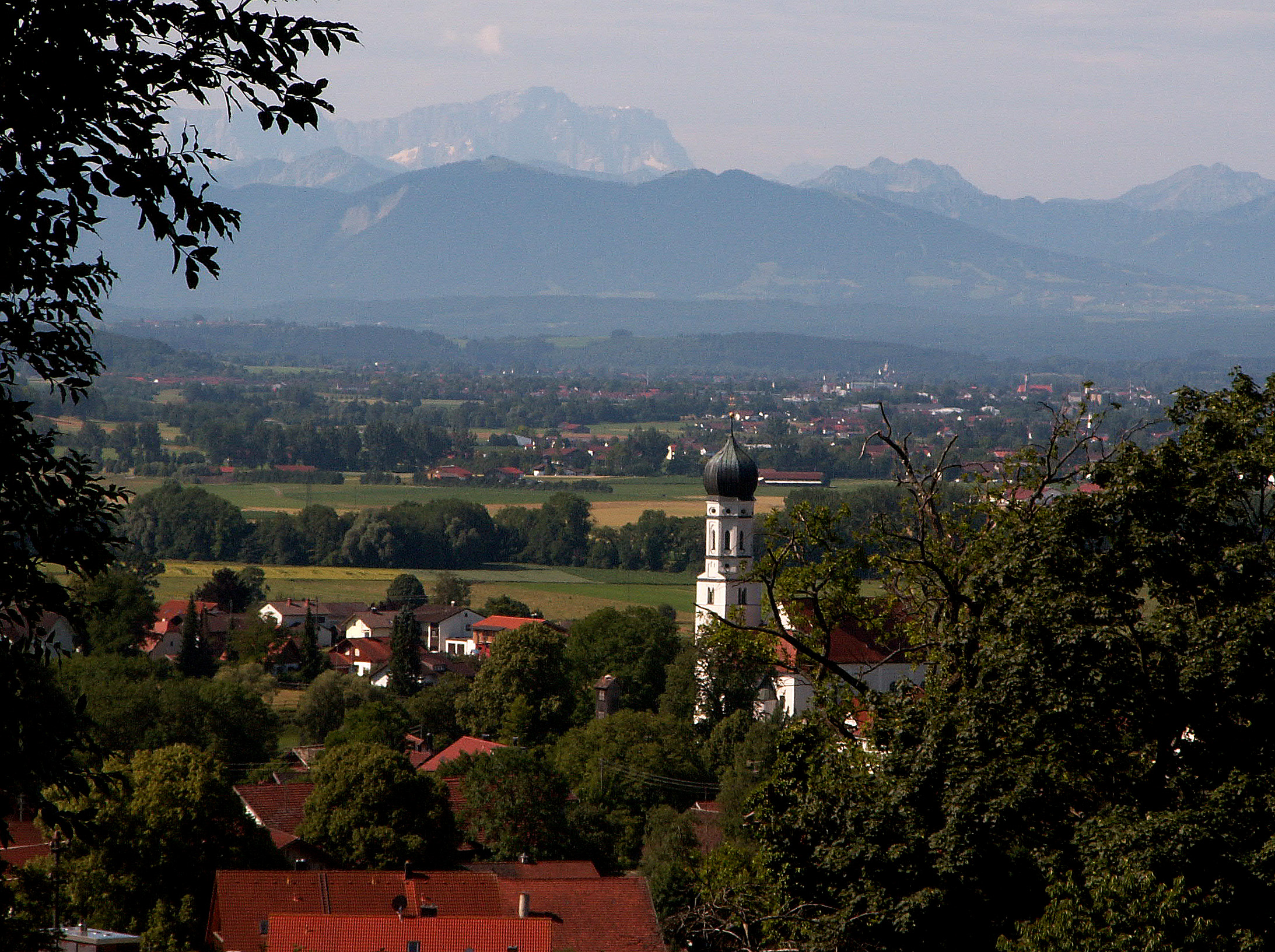
Pähl mit Weilheim und Zugspitze

## Baudenkmäler nach Ortsteilen

### Pähl
| Lage                                                                   | Objekt                                                | Beschreibung | Akten-Nr.     | Bild                                                |
| ---------------------------------------------------------------------- | ----------------------------------------------------- | --- | ------------- | --------------------------------------------------- |
| Ammerseestraße 3 (Standort)                                            | Gasthof zur Alten Post                                | Zweigeschossiger verputzter Traufseitbau mit Satteldach, zweiflügeliger geschnitzter Haustür und schmiedeeisernem Ausleger, 1844. | D-1-90-138-5  | Gasthof zur Alten Post                              |
| Ammerseestraße 6 (Standort)                                            | Ehemaliges Wasserschloss, sogenanntes Unteres Schloss | Dreigeschossiger Putzbau mit Krüppelwalmdach und Renaissance-Portal, Mitte 16. Jahrhundert, Veränderungen im 18. und 19. Jahrhundert. | D-1-90-138-8  | weitere Bilder                                      |
| Ammerseestraße 9 (Standort)                                            | Ehemaliges Bauernhaus                                 | Zweigeschossiger Einfirsthof mit flachem Satteldach, im Kern 18. Jahrhundert, Ökonomie nach 1860 erneuert. | D-1-90-138-4  | BW                                                  |
| Ammerseestraße 12 (Standort)                                           | Ehemaliges Bauernhaus                                 | Zweigeschossiger Einfirsthof mit Halbwalmdach, zweites Viertel 19. Jahrhundert, Wirtschaftsteil modernisiert. | D-1-90-138-6  | BW                                                  |
| Ammerseestraße 43 (Standort)                                           | Nordfassade mit Gemälde von Heinrich Bickel           | Um 1933; Haustür, bezeichnet mit „1933“. | D-1-90-138-7  | BW                                                  |
| Kirchstraße 1; 1a (Standort)                                           | Ehemaliges Wohn- und Mühlengebäude                    | Zweigeschossiger giebelseitiger Bau mit Satteldach und Putzgliederung, bezeichnet mit „1812“, mit älterem Kern, 1889 bis zum Sägewerk verlängert; ehemaliges Sägewerk, zweigeschossiger Querbau aus Tuffstein mit Satteldach, 17./18. Jahrhundert. | D-1-90-138-10 | weitere Bilder                                      |
| Kirchstraße 2 (Standort)                                               | Wegkreuz                                              | Barocker Holzkorpus, erste Hälfte 17. Jahrhundert, Kreuz erneuert. | D-1-90-138-15 | Wegkreuz                                            |
| Kirchstraße 4; 2 a (Standort)                                          | Ehemaliger Pfarrhof                                   | Pfarrhaus, zweigeschossiger verputzter Giebelbau mit steilem Satteldach, wohl von Joseph Schmuzer, um 1722/23; Stadel, erdgeschossiger Holzständerbau mit Satteldach und Kranausleger, gleichzeitig. | D-1-90-138-11 | weitere Bilder                                      |
| Kirchstraße 4 a (Standort)                                             | Katholische Pfarrkirche St. Laurentius                | Im Kern gotischer Saalbau mit eingezogenem Polygonalchor und romanischem Turmunterbau der Vorgängerkirche, Anfang 15. Jahrhundert, angefügte zweigeschossige Sakristei bezeichnet mit „1510“, Turmobergeschoss mit Zwiebelhaube 1613, Langhausneubau von Joseph Schmuzer 1723, Anbau der südlichen Gruftkapelle 1765; mit Ausstattung; Teilabschnitt der Friedhofsmauer mit eingelassenem Rotmarmorepitaph, zweite Hälfte 15. Jahrhundert. | D-1-90-138-1  | weitere Bilder                                      |
| Lehmbichl, östlich der Straße nach Wielenbach (Standort)               | Bildstock                                             | Verputzter massiver Nischenpfeiler, 18./19. Jahrhundert. | D-1-90-138-16 | weitere Bilder                                      |
| Obere Burgleite 9 (Standort)                                           | Ehemaliges Bauernhaus                                 | Zweigeschossiger Einfirsthof mit flachem Satteldach und verbrettertem Wirtschaftsteil, im Kern 18. Jahrhundert. | D-1-90-138-12 | BW                                                  |
| Sternstraße 1 (Standort)                                               | Wegkreuz                                              | Barocker Holzkorpus, nach Mitte 18. Jahrhundert, Kreuz erneuert. | D-1-90-138-14 | Wegkreuz                                            |
| Türkenstraße 3 (Standort)                                              | Wohnteil des ehemaligen Einfirsthofes „beim Hitter“   | Zweigeschossiger Satteldachbau zu acht Achsen mit Kniestock und aufwändiger Putzgestaltung, 18. Jahrhundert, verändert zweite Hälfte 19. Jahrhundert. | D-1-90-138-35 | Wohnteil des ehemaligen Einfirsthofes „beim Hitter“ |
| Wielenbacher Straße 10, westlich der Straße nach Wielenbach (Standort) | Bildstock                                             | Verputzter Backsteinpfeiler mit Nische, 18./19. Jahrhundert. | D-1-90-138-17 | weitere Bilder                                      |

### Aidenried
| Lage                                           | Objekt                        | Beschreibung | Akten-Nr.     | Bild           |
| ---------------------------------------------- | ----------------------------- | --- | ------------- | -------------- |
| Andechser Weg 1; Karwendelstraße 16 (Standort) | Ehemaliger Bauernhof „Hauser“ | Zweigeschossiger Einfirsthof mit flachem Satteldach und verbrettertem Giebel, Traufbundwerk und Fassadenfresken, dendrochronologisch datiert auf 1729, Ökonomie 1913 erneuert; Backhaus, kleiner Bruchsteinbau mit Satteldach, im Kern wohl gleichzeitig. | D-1-90-138-20 | BW             |
| Hohe Rainäckerstraße 11 (Standort)             | Villa                         | Architektenhaus, zweigeschossiger, mehrfach abgewinkelter Walmdachbau mit gartenseitig umlaufendem, teilweise aufgeständertem Balkon und weit vorkragendem Dach, Wasserspeiern, Pergolen, Garage und straßenseitiger Mauer, von Hubert Michel, 1967/68.   | D-1-90-138-38 | BW             |
| In Aidenried (Standort)                        | Hofkapelle Maria Schnee       | Kleiner Saalbau mit stark eingezogener Apsis und neuromanischer Putzgliederung, massiver Dachreiter, bezeichnet mit „1877“; mit Ausstattung. | D-1-90-138-19 | weitere Bilder |

### Hartschimmel
| Lage                                   | Objekt                              | Beschreibung                                                               | Akten-Nr.     | Bild                                |
| -------------------------------------- | ----------------------------------- | -------------------------------------------------------------------------- | ------------- | ----------------------------------- |
| Hart, am Fußweg nach Erling (Standort) | Waldkapelle, sogenannte Hartkapelle | Kleine verputzte Nischenanlage mit einseitig geschlossener Vorhalle, 1653. | D-1-90-138-13 | Waldkapelle, sogenannte Hartkapelle |

### Hochschloß
| Lage                                                | Objekt                                         | Beschreibung | Akten-Nr.     | Bild                                           |
| --------------------------------------------------- | ---------------------------------------------- | --- | ------------- | ---------------------------------------------- |
| Flur Hochschloß (Standort)                          | Gedächtniskreuz der Familie Hanfstaengl        | Neugotische Anlage mit kunstvoll geschnitztem und bemaltem Gehäuse und Leidenswerkzeug, Holz, bezeichnet mit „1851“. | D-1-90-138-24 | BW                                             |
| Gut Hochschloss 1; 2; 3; Nähe Hochschloß (Standort) | Ehemaliger Gutshof, Parallelhof mit Satteldach | Nordflügel, zweigeschossiges Wohnstallhaus mit Wohnteil nach Osten und langem Stallteil mit Hochtenne, Trauf- und Giebelbundwerk, von Albert Schmidt, 1882/85; Südflügel, zweigeschossiger Backsteinbau mit Fachwerk-Obergeschoss und Bundwerk, Durchfahrt und Torturm aus Holz mit Laternenbekrönung, ebenfalls von Albert Schmidt, 1885; ehemaliges Backhaus, erdgeschossiger Putzbau mit Satteldach, gleichzeitig; Stadel, offener Satteldachbau mit verbretterten Giebel, gleichzeitig; Remise, nach Norden angefügter Holzständerbau mit Satteldach, gleichzeitig. | D-1-90-138-22 | Ehemaliger Gutshof, Parallelhof mit Satteldach |
| Hochschloß; Am Hochschloß (Standort)                | Hochschloss Pähl                               | Historisierende Anlage auf Bergsporn, bestehend aus Torturm mit spitzbogiger Durchfahrt und Zeltdach, zweigeschossigem Wohngebäude mit Erdgeschossarkaden und Laubengang, zwei Türmen mit Eckerkern und Reliefs, einem weiteren Wohngebäude mit zwei Geschossen und verschiedenen Dachformen, sowie dem ehemaligen Wirtschaftstrakt, teilweise massive Einfriedung, Neubau anstelle des mittelalterlichen Vorgängerbaus von Albert Schmidt, 1882/85; Einfahrtstor, Sandsteinpfeiler mit schmiedeeisernem zweiflügeligem Tor.                                            | D-1-90-138-21 | weitere Bilder                                 |
| Im Graben, in der Pähler Schlucht (Standort)        | Wasserhaus                                     | Ehemalige Wasserpumpstation zur Versorgung des Hochschlosses Pähl, eingeschossiger Backsteinbau mit flachem Satteldach im historisierenden Stil, um 1880, mit technischer Ausstattung. | D-1-90-138-18 | weitere Bilder                                 |
| Nähe Hochschloß (Standort)                          | Stadel                                         | Zweigeschossiger verbretterter Holzständerbau mit flachem Satteldach, Giebellaube und aufwändigem Bundwerkgiebel, bezeichnet mit „1849“. | D-1-90-138-23 | BW                                             |

### Kerschlach
| Lage                                                           | Objekt                        | Beschreibung | Akten-Nr.     | Bild           |
| -------------------------------------------------------------- | ----------------------------- | --- | ------------- | -------------- |
| Kerschlach 5 (Standort)                                        | Katholische Kirche St. Ulrich | Im Kern mittelalterlicher Saalbau mit stark eingezogenem Rechteckchor, angefügter Sakristei und massivem Dachreiter, umgestaltet in der zweiten Hälfte des 17. Jahrhunderts; mit Ausstattung. | D-1-90-138-25 | weitere Bilder |
| Kerschlach 7 (Standort)                                        | Bauernhaus                    | Zweigeschossiger Einfirsthof mit flachem Satteldach, verputzter Blockbau, im Kern 1657 (dendrochronologisch datiert), Stadelteil 1832 (dendrochronologisch datiert).                          | D-1-90-138-26 | Bauernhaus     |
| Flur Kerschlach, südwestlich an der Straßengabelung (Standort) | Wegkreuz                      | Kruzifix aus Holz mit Gehäuse, zweite Hälfte 19. Jahrhundert. | D-1-90-138-27 | weitere Bilder |

### Mitterfischen
| Lage                            | Objekt                                  | Beschreibung | Akten-Nr.     | Bild           |
| ------------------------------- | --------------------------------------- | --- | ------------- | -------------- |
| Am Anger 4 (Standort)           | Landhaus                                | Erdgeschossiger Steildachbau mit doppelter Widerkehr, Massiv- und Ständerbau, in funktionalistischen Formen mit Anklängen an die Postmoderne, von Franz Hart, 1972/73. | D-1-90-138-36 | BW             |
| Kirchenweg 2; 1 (Standort)      | Katholische Filialkirche St. Pankratius | Im Kern spätgotischer Saalbau mit dreiseitigem Chorschluss und nördlicher Fassadenturm, um 1680/90 barockisiert und oktogonaler Turmaufsatz mit Zwiebelhaube, Umbau 1795, 1992/93 teilweise erneuert und erweitert; mit Ausstattung; ehemalige Friedhofsmauer mit Spitzbogentor, verputzter Bruchstein, 16./17. Jahrhundert. | D-1-90-138-28 | weitere Bilder |
| Wettersteinstraße 21 (Standort) | Einfirsthof                             | Zweigeschossiger Flachsatteldachbau mit Gesimsgliederung, beschnitzten Pfettenköpfen, verzierter Haustür und Hochtenne, bezeichnet mit „1860“. | D-1-90-138-37 | BW             |
| Wettersteinstraße (Standort)    | Wegkreuz                                | Gusseiserner Corpus mit neuromanischem Eisenkreuz, um 1860. | D-1-90-138-33 | Wegkreuz       |

### Vorderfischen
| Lage                             | Objekt                                           | Beschreibung | Akten-Nr.     | Bild           |
| -------------------------------- | ------------------------------------------------ | --- | ------------- | -------------- |
| Herrschinger Straße 1 (Standort) | Ehemaliger Gasthof Huberwirt, jetzt Kupfermuseum | Zweigeschossiger Satteldachbau mit Gesimsgliederung und Eckrustika, zweite Hälfte 18. Jahrhundert, langgestreckter Wirtschaftsteil im 19. Jahrhundert verlängert. | D-1-90-138-31 | weitere Bilder |
| Weilheimer Straße 1 (Standort)   | Dorfkapelle Maria Hilf                           | Neugotischer kleiner Saalbau mit eingezogenem Polygonalchor und Fassadenturm mit Spitzhelm, bezeichnet mit „1885“; mit Ausstattung.                               | D-1-90-138-30 | weitere Bilder |